# Mitikas
Mitikas, albo Mytikas (gr. Μύτικας) – szczyt górski o wysokości 2917.727 m n.p.m. w masywie Olimpu. Najwyższy szczyt Grecji. Sąsiaduje z trzema innymi wierzchołkami masywu Olimpu: Skolio (2905.2 m), Stefani (2911,11 m) i Skala (2866 m).
Często podawana jest wysokość 2917.85 m n.p.m., jednak według najnowszych pomiarów dokonanych przez Uniwersytet Arystotelesa w Salonikach, wysokość obliczono na 2917.727 m.
Pierwszego wejścia na szczyt dokonali Daniel Baud-Bovy i Frédéric Boissonnas oraz prowadzący ich Christos Kakalos w 1913.